# Bandit 6
Il Bandit 6 è stato un gruppo di sei pescherecci che pescavano illegalmente il dentice della Patagonia nel Mar Antartico. Le azioni della Sea Shepherd Conservation Society e dei governi nazionali hanno portato al sequestro o all'inabissamento di tutte e sei le navi.

## Contesto

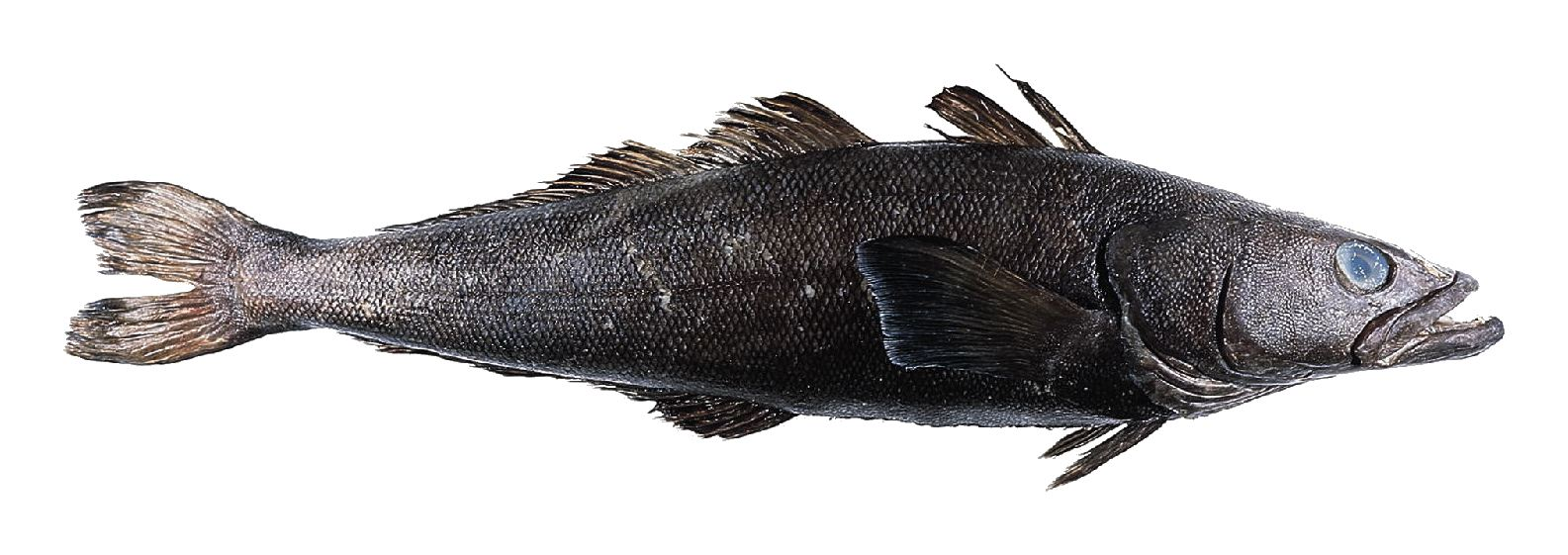
Dissostichus eleginoides

L'austromerluzzo della Patagonia è venduto con il nome di "spigola cilena" e a volte è confuso con il suo parente stretto merluzzo dell'Antartico. I pescherecci bracconieri come il Bandit 6 non denunciano le loro catture, violando le norme stabilite dalla CCAMLR (Convenzione per la protezione delle risorse marine viventi in Antartide). Spesso utilizzano anche metodi di pesca vietati e dannosi per l'ambiente, come le reti da posta.
Nel novembre 2014, la Sea Shepherd lanciò l'Operazione Icefish, una campagna contro la pesca illegale, non dichiarata e non regolamentata (in inglese Illegal, unreported and unregulated fishing, IUU) nell'Oceano Antartico. Sei navi in particolare operavano illegalmente da oltre dieci anni; la Sea Shepherd soprannominò questi pescherecci "Bandit 6". Le sei navi erano il Kunlun, il Perlon, lo Songhua, il Thunder, il Viking e lo Yongding. In particolare, il Kunlun, lo Songhua, il Viking e lo Yongding erano di proprietà della Vidal Armadores, una compagnia spagnola associata al bracconaggio dell'austromerluzzo.

## L'Operazione Icefish (2014-2016) e la fine della flotta bracconiera
Nel dicembre 2014, le navi della Sea Shepherd Bob Barker e Sam Simon navigarono verso l'Oceano Antartico alla ricerca del Bandit 6. Il 17 dicembre la Bob Barker individuò la Thunder e iniziò a inseguirla. Tre delle barche, Kunlun, Songhua e Yongding, furono avvistate e fermate dalla nave pattuglia della Marina neozelandese HMNZS Wellington. Gli equipaggi affermarono che le tre navi erano registrate nella Guinea Equatoriale, ma il governo della stato africano affermò che ciò non era vero. Le Purple Notices dell'Interpol vennero emesse per tutte e tre le navi su richiesta del governo neozelandese. Gli equipaggi rifiutarono di consentire l'abbordaggio sulle loro navi e le condizioni meteorologiche facevano sì che la Wellington non potesse forzare l'abbordaggio. L'equipaggio della Wellington raccolse informazioni sulle navi e ritornò in porto. Il 2 febbraio 2015, la Sam Simon avvistò il Yongding e il Kunlun, che inseguì per otto giorni, raccogliendo le reti lasciate, che portò alle Mauritius. A marzo, la Kunlun arrivò a Phuket (Thailandia) con a bordo 182 tonnellate di moro oceanico, che l'equipaggio cercò di scaricare come cernia; le autorità thailandesi bloccarono la nave. Sempre a marzo, il Viking venne fermato dalla Malaysia, ma venne successivamente rilasciato dopo aver pagato una multa di 71.500 di dollari.
Nel frattempo, la Bob Barker (successivamente raggiunta dalla Sam Simon) stava ancora inseguendo il Thunder. L'inseguimento coprì oltre 18.520 km e durò 110 giorni, il più lungo mai registrato di un peschereccio bracconiere. Il 6 aprile, il capitano del Thunder trasmise via radio una chiamata di soccorso, sostenendo che la nave si fosse scontrata con qualcosa. Le navi della Sea Shepard si mossero per portare assistenza e tutti i 40 membri dell'equipaggio del Thunder furono salvati. Tre membri dell'equipaggio della Sea Shepherd salirono a bordo del Thunder e riferirono che le porte delle cabine della nave erano state aperte. Ciò, con la mancanza di prove di una collisione e il fatto che l'equipaggio del Thunder esultò mentre il peschereccio naufragava, portò i volontari della Sea Shepherd a credere che il Thunder fosse stato auto-inabissato per nascondere prove di pesca illegale.
Il 22 aprile 2015, il Perlon fu avvistato e abbordato da funzionari dell'Australian Customs and Border Protection Service e dell'Australian Defence Force. L'Australian Fisheries Management Authority allertò altri governi della zona riguardo al Perlon e quando la nave arrivò in Malaysia nel maggio, fu bloccata. L'equipaggio del Perlon venne successivamente multato di 445.000 dollari e gli venne confiscato il carico, del valore di circa 1,3 milioni di dollari.
Il 19 maggio, Peter Hammarstedt, capitano della Bob Barker, era in anno sabbatico a Mindelo (Capo Verde), quando notò che una nave dall'aspetto familiare entrò nel porto. Scattò una foto al bastimento e la inoltrò alle autorità neozelandesi, che confermarono che la nave era il Songhua. Il giorno successivo al Songhua si unì il Yongding e il 21 maggio entrambi furono abbordati e fermati dalle autorità portuali di Capo Verde.
Nel settembre 2015, il Kunlun fuggì da Phuket. Le autorità di Phuket permisero al Kunlun di fare rifornimento in modo da poter congelare il suo carico. Il Kunlun venne avvistato successivamente in Senegal all'inizio di febbraio 2016, sostenendo di essere registrato in Indonesia. Le autorità senegalesi bloccarono il peschereccio.
L'ammiraglia della Sea Shepherd, la Steve Irwin, si mise alla ricerca dell'ultimo dei Bandit 6, il Viking. Quando la Steve Irwin localizzò la nave, allertarono le autorità indonesiane. Il 25 febbraio 2016, la marina indonesiana sequestrò il Viking vicino a Tanjung Berakit, nella provincia delle Isole Riau. Il 14 marzo il Viking fu distrutto dalle autorità indonesiane.